# Brent Antonello
Brent Antonello né le 25 août 1989 à Fort Lauderdale en Floride est un acteur américain mieux connu pour le rôle de l'agent homosexuel Jude Kincade dans la série télévisée Hit the Floor.

## Filmographie
| Year      | Title                    | Rôle                    | Notes |
| --------- | ------------------------ | ----------------------- | --- |
| 2010      | One Fine Sunday          | David                   | court métrage de Kibeom Kim                                                                                                |
| 2010      | Moment of Clarity        | James Poe               | court métrage de Derek Weissbein                                                                                           |
| 2013-     | Hit the Floor            | Jude Kincade            | 23 épisodes (saisons 2-3)                                                                                                  |
| 2013      | Apex (série télévisée)   | Lucas                   | pilote |
| 2014      | Castle                   | Luca Tessaro            | Bad Santa (épisode 10, saison 7)                                                                                           |
| 2016      | Beyond Doubt             | AJ Stocker              | court métrage de Matt Hermosillo                                                                                           |
| 2017      | S.W.A.T.                 | Cash                    | Imposters (épisode 5, saison 1)                                                                                            |
| 2017      | A Lover Betrayed         | Conall Winters          | thriller |
| 2018      | Dynasty                  | Chris                   | A Line from the Past (épisode 20, saison 1) Trashy Little Tramp (épisode 21, saison 1) Dead Scratch (épisode 22, saison 1) |
| 2022-2023 | New York, crime organisé | Inspecteur Jamie Whelan | Acteur principal de la saison 3                                                                                            |
| 2023      | New York, unité spéciale | Inspecteur Jamie Whelan | saison 24, épisode 22 Les Petites annonces du crime                                                                        |